# Federación Internacional de Boxeo de Mujeres
La Federación Internacional de Boxeo de Mujeres, llamada en inglés International Women's Boxing Federation (IWBF), es una organización sancionadora de boxeo femenino. Fue fundada en 1992 con sede en el condado estadounidense de Suffolk, Nueva York. Su presidente es Frank Globuschutz.

## Objetivos
Promover la igualdad de género en este deporte y establecer estándares globales para las competiciones femeninas.

## Historia
El contexto del boxeo femenino ha estado marcado por décadas de lucha contra prejuicios y restricciones. Antes de la fundación de la WIBF, las mujeres enfrentaban grandes barreras para obtener licencias y pelear en igualdad de condiciones con los hombres. Momentos clave incluyen los juicios de boxeadoras como Marian "Lady Tyger" Trimiar, que exigieron igualdad de derechos en la práctica del boxeo. La WIBF fue creada para consolidar los avances logrados y brindar una plataforma profesional para boxeadoras de todo el mundo.

## Personajes
- Barbara Buttrick: Fundadora y presidenta de la WIBF, conocida como "El poderoso átomo del ring", Buttrick fue una boxeadora profesional pionera en los años 40 y 50. Su visión y liderazgo han sido fundamentales para el desarrollo del boxeo femenino a nivel profesional.[3]
- Christy Martin: Aunque no está directamente ligada a la WIBF, su histórica pelea en 1996 contra Deirdre Gogarty marcó un antes y un después en la popularidad del boxeo femenino.

## Logros
- Establecimiento de un sistema global de títulos y competencias para mujeres.
- Reconocimiento del boxeo femenino como un deporte profesional con estándares propios.
- Impulso de figuras femeninas en el boxeo profesional y mayor representación mediática.

## Sede Actual
La WIBF tiene su sede en Miami, Florida, desde donde coordina sus actividades internacionales.

## Impacto y Retos Actuales
Aunque el boxeo femenino ha ganado aceptación y respeto en los últimos años, persisten desafíos como la brecha salarial entre hombres y mujeres, y la necesidad de aumentar la participación femenina en competencias internacionales. La WIBF sigue desempeñando un papel crucial para abordar estas desigualdades y promover el boxeo femenino.